# 卡拉比克省

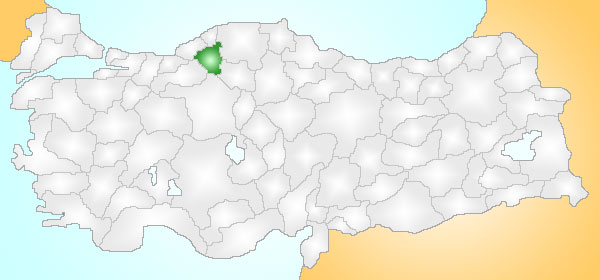

卡拉比克省（土耳其语：Karabük ili）是位于土耳其中北部的一个省，面积2,864平方公里，首府卡拉比克。 